# Alfie Lambe
Sluga Božji Alfonsus "Alfie" Lambe (Tullamore, Irska, 24. lipnja 1932. – Buenos Aires, 21. siječnja 1959.) bio je irski katolički aktivist i izaslanik Marijine legije u Južnoj Americi.
Rođen je u Tullamoreu u okrugu Offaly u obitelji poljoprivrednika, kao mladić želio je postati svećenik, ali se povukao zbog kroničnog lošeg zdravlja. Postao je izaslanik katoličke marijanske organizacije Marijine legije 1953. i otišao je služiti u Kolumbiju, Ekvador, Urugvaj, Brazil, te Argentinu, gdje je umro u Buenos Airesu u dobi od 26 godina od raka želudca. Pokopan je u grobnicu katoličke organizacije Irske kršćanske braće, na groblju Recoleta u Buenos Airesu.
Vodi se proces njegove beatifikacije.